# Летси III
Летси III (право име Давид Мохато Беренг Сизо) (рођен 17. јул 1963) је краљ Лесота. Наследио је свог оца Мошешое II, када је протеран из земље 1990. Његов отац се вратио на власт 1995. али је погинуо у саобраћајној незгоди 1996. године, када је Летси поново постао краљ.
Школовао се у Уједињеном Краљевству. Студије је завршио 1989. када се враћа у Лесото.
Летси има мало политичке моћи и његове дужности су углавном церемонијалне. 
По вериосповести је католик.

## Породица
Летси III се венчао 2000 године са Карабо Мотсосоенг, има две кћери и једног сина. Принцеза Мари рођена 2001 године, принцеза Масеисо 2004 године и принц престолонаследник Давид 2007 године